# Wielersport op de Olympische Zomerspelen 2020 – tijdrit vrouwen
De tijdrit voor vrouwen  op de Olympische Zomerspelen 2020 vond plaats op woensdag 28 juli 2021 in Tokio.

## Uitslag
| rang   | naam                   | land             | tijd    |
| ------ | ---------------------- | ---------------- | ------- |
| Goud   | Annemiek van Vleuten   | Nederland        | 30'13"  |
| Zilver | Marlen Reusser         | Zwitserland      | +56"    |
| Brons  | Anna van der Breggen   | Nederland        | +1'02"  |
| 4      | Grace Brown            | Australië        | +1'09"  |
| 5      | Amber Neben            | Verenigde Staten | +1'13"  |
| 6      | Lisa Brennauer         | Duitsland        | +1'57"  |
| 7      | Chloé Dygert           | Verenigde Staten | +2'16"  |
| 8      | Ashleigh Moolman-Pasio | Zuid-Afrika      | +2'24"  |
| 9      | Juliette Labous        | Frankrijk        | +2'29"  |
| 10     | Elisa Longo Borghini   | Italië           | +2'47"  |
| 11     | Sarah Gigante          | Australië        | +2'49"  |
| 12     | Leah Kirchmann         | Canada           | z.t.    |
| 13     | Lisa Klein             | Duitsland        | z.t.    |
| 14     | Karol-Ann Canuel       | Canada           | +2'54"  |
| 15     | Omer Shapira           | Israël           | +3'02"  |
| 16     | Alena Amjaljoesik      | Wit-Rusland      | +3'08"  |
| 17     | Emma Norsgaard         | Denemarken       | +3'37"  |
| 18     | Anna Shackley          | Groot-Brittannië | +4'00"  |
| 19     | Julie Van de Velde     | België           | +4'10"  |
| 20     | Katrine Aalerud        | Noorwegen        | +4'20"  |
| 21     | Christine Majerus      | Luxemburg        | +4'21"  |
| 22     | Eri Yonamine           | Japan            | z.t.    |
| 23     | Mavi García            | Spanje           | +4'26"  |
| 24     | Anna Plichta           | Polen            | +4'43"  |
| 25     | Masomah Ali zada       | ROT              | +13'51" |

1996: Zoelfia Zabirova ·
2000: Leontien van Moorsel ·
2004: Leontien van Moorsel ·
2008: Kristin Armstrong ·
2012: Kristin Armstrong ·
2016: Kristin Armstrong ·
2020: Annemiek van Vleuten ·
2024: Grace Brown ·